# Distrikt Taray
Der Distrikt Taray liegt in der Provinz Calca in der Region Cusco in Südzentral-Peru. Der Distrikt wurde am 6. Mai 1964 gegründet. Er besitzt eine Fläche von 54,8 km². Beim Zensus 2017 wurden 4880 Einwohner gezählt. Im Jahr 1993 lag die Einwohnerzahl bei 4275, im Jahr 2007 bei 4758. Sitz der Distriktverwaltung ist die südlich des nach Westen strömenden Río Urubamba auf 3024 m Höhe gelegene Ortschaft Taray mit 636 Einwohnern (Stand 2017). Taray liegt 15 km südöstlich der Provinzhauptstadt Calca sowie 16 km nordöstlich der Regionshauptstadt Cusco.

## Geographische Lage
Der Distrikt Taray liegt in den Anden im Süden der Provinz Calca. Der Río Urubamba fließt entlang der nördlichen Distriktgrenze nach Westen.
Der Distrikt Taray grenzt im Süden und im Westen an die Distrikte San Jerónimo, San Sebastián und Cusco (alle drei in der Provinz Cusco), im Nordwesten an den Distrikt Coya, im Nordosten an den Distrikt Písac sowie im Osten an den Distrikt San Salvador.

## Ortschaften
Im Distrikt gibt es neben dem Hauptort folgende größere Ortschaften:
- Ccaccaccollo (521 Einwohner)
- Huancalle (408 Einwohner)
- Huatta (486 Einwohner)
- Matinga (544 Einwohner)
- Rayanniyoc (301 Einwohner)